# Lennart Magnusson
Lennart Carl Oscar Magnusson (ur. 1 stycznia 1924 w Sztokholmie, zm. 2 września 2011 w Sundsvall) – szwedzki szpadzista, srebrny medalista olimpijski.
Na igrzyskach olimpijskich w Helsinkach w 1952 roku Szwedzi w składzie: Per Carleson, Carl Forssell, Bengt Ljungquist, Berndt-Otto Rehbinder, Sven Fahlman i Lennart Magnusson zajęli drugie miejsce w szpadzie drużynowej. Na rozgrywanych cztery lata później igrzyskach olimpijskich w Melbourne został zgłoszony do startu zarówno drużynowo jak i indywidualnie, ale ostatecznie wystartował.
Nie zdobył medalu mistrzostw świata.